# Катастрофа Ту-154 под Донецком
Катастрофа Ту-154 под Донецком — крупная авиационная катастрофа, произошедшая во вторник 22 августа 2006 года в окрестностях Донецка. Авиалайнер Ту-154М авиакомпании «Пулково» выполнял регулярный внутренний рейс PLK-612 по маршруту Анапа—Санкт-Петербург, но через 28 минут после взлёта (во время полёта над Донецкой областью) попал в сильный грозовой фронт. Экипаж запросил у авиадиспетчера разрешение на более высокий эшелон полёта, но затем самолёт начал быстро терять высоту и через 3 минуты рухнул на землю в 1,5 километрах от посёлка Сухая Балка в Ясиноватском районе Донецкой области и в 28,5 километрах севернее Донецка (Украина). Погибли все находившиеся на его борту 170 человек — 160 пассажиров (из них 45 детей) и 10 членов экипажа.
Катастрофа рейса 612 занимает 3-е место в истории Украины (после катастроф над Днепродзержинском и в Донецкой области), 3-е место в истории авиалайнера Ту-154 (после катастроф в Омске и под Учкудуком) и 6-е место в истории гражданской авиации СССР и России (после катастроф под Дмитровом, над Днепродзержинском, в Омске, под Учкудуком, над Синайским полуостровом и в Киншасе).
Также катастрофа рейса 612 стала крупнейшей авиакатастрофой 2006 года и занимает 53-е место среди 100 крупнейших катастроф в истории мировой авиации.

## Самолёт
Ту-154М (регистрационный номер RA-85185, заводской 92A894, серийный 0894) был выпущен Самарским авиационным заводом «Авиакор» 10 февраля 1992 года и продан в Китай, где получил бортовой номер B-2622 и начал эксплуатироваться в авиакомпании Sichuan Airlines. В феврале 2000 года был выведен из эксплуатации и поставлен на хранение. В декабре 2001 года был куплен российской авиакомпанией «Пулково», при этом после перерегистрации 10 декабря получил бортовой номер RA-85185. С 26 декабря 2001 года, после проведения капитального ремонта, начал выполнять пассажирские рейсы.
Авиалайнер эксплуатировался в варианте с пассажировместимостью салона на 154 места: 4 места бизнес-класса и 150 мест экономкласса. В этом варианте вес пустого самолёта составлял 55 529 килограммов при центровке 48,43 % САХ. Всего самолёт проходил два капитальных ремонта и оба выполнялись на заводе-изготовителе — первый ремонт был выполнен 16 августа 1997 года в период эксплуатации в Китае, при этом лайнер совершил 5012 циклов «взлёт-посадка» и налетал 9028 часов; второй ремонт был выполнен 26 декабря 2001 года при поступлении в Россию, при этом лайнер совершил 8869 циклов «взлёт-посадка» и налетал 15 026 часов (в том числе 3860 циклов «взлёт-посадка» и 6026 часов после предыдущего ремонта). На день катастрофы 14-летний авиалайнер совершил 12 716 циклов «взлёт-посадка» и налетал 24 215 часов (в том числе 3847 циклов «взлёт-посадка» и 9189 часов с момента последнего капитального ремонта). При этом нормативные документы устанавливают ресурс и срок службы Ту-154 в 15 000 полётов, 30 000 лётных часов и 20 лет.
Самолёт был оснащён тремя двухконтурными турбореактивными двигателями Д-30КУ-154-II производства Рыбинского моторостроительного завода.
| № | Дата выпуска         | Установлен на самолёт | Наработка                 | Наработка               |
| № | Дата выпуска         | Установлен на самолёт | СНЭ                       | ППР                     |
| - | -------------------- | --------------------- | ------------------------- | ----------------------- |
| 1 | 25 июня 1991 года    | 30 ноября 2005 года   | 12 743 часа, 6351 цикл    | 4171 час, 1631 цикл     |
| 2 | 25 декабря 1992 года | 18 августа 2006 года  | 16 134 часа, 5318 циклов  | 4356 часов, 1480 циклов |
| 3 | 20 марта 1992 года   | 8 августа 2006 года   | 14 156 часов, 7087 циклов | 150 часов, 46 циклов    |

Изначально бортовой номер RA-85185 принадлежал Ту-154Б-1 с заводским номером 76A185 (серийный — 0185). Этот лайнер (на момент выпуска относился к модели Ту-154Б) был выпущен Куйбышевским авиационным заводом 14 декабря 1976 года, а с 31 декабря под бортовым CCCP-85185 начал эксплуатироваться в Хабаровском ОАО (Дальневосточное УГА, «Аэрофлот»). В 1996 году этот самолёт был выведен из эксплуатации и поставлен на хранение, а в феврале 1997 года был порезан на металлолом.

## Экипаж
Состав экипажа рейса PLK-612 был таким:
- Командир воздушного судна (КВС) — 49-летний Иван Иванович Корогодин. Пилот 1-го класса, родился 11 марта 1957 года. В 1976 году окончил Краснокутское лётное училище гражданской авиации, в 1985 году получил высшее образование в Академии гражданской авиации[10]. С 29 сентября 1976 года начал работать в 69-м лётном отряде Петрозаводского ОАО Ленинградского УГА. Поначалу выполнял полёты в должности второго пилота Ан-2, 14 апреля 1983 года был повышен до командира Ан-2. С 29 января 1991 года начал работать вторым пилотом Ту-154 во 2-м лётном отряде Ленинградского ОАО Ленинградского УГА (с 1992 года — авиакомпания «Пулково»). 10 мая 1995 года получил 1-й класс линейного пилота. 16 ноября 2001 года был повышен до командира Ту-154, а 20 апреля 2004 года — до КВС-инструктора Ту-154. Налетал 12 312 часов, 5956 из них на Ту-154 (2349 из них в должности КВС). За последние 30 дней имел налёт 62 часа 50 минут, за предыдущие 3 дня совершил 4 полёта общей продолжительностью 11 часов[11]. По маршруту Санкт-Петербург—Анапа—Санкт-Петербург летал неоднократно. Авиационных происшествий и инцидентов, произошедших по его вине, нарушений дисциплины, а также отклонений в технике пилотирования (согласно средствам объективного контроля) в прошлом не имел[12]. Был отмечен наградами — знак «7000 часов» (1997), планка «10 000 часов» (2003), нагрудный знак «Отличник воздушного транспорта» (2004) и звание «Ветеран авиапредприятия „Пулково“» (2006)[13].
- Второй пилот — 59-летний Владимир Владимирович Онищенко. Пилот 1-го класса, родился 13 марта 1947 года. В 1975 году окончил Сасовское лётное училище гражданской авиации, в 1980 году получил высшее образование в Академии гражданской авиации. С 4 июня 1975 года начал работать в 74-м лётном отряде 2-го Ленинградского ОАО (базировался в аэропорту Ржевка). Поначалу выполнял полёты в должности второго пилота Ан-2, 26 мая 1978 года был повышен до командира Ан-2, а 13 января 1986 года до командира звена самолётов Ан-2. Также 24 марта 1979 года был квалифицирован на командира вертолёта Ка-26 (выполнял полёты до 7 августа 1980 года). С 1 мая 1987 года начал работать вторым пилотом Ан-12 в 67-м лётном отряде 1-го Ленинградского ОАО. 25 января 1990 года был повышен до командира Ан-12, а 27 июня 1996 года — до пилота-инструктора Ан-12. 23 марта 1993 года получил 1-й класс линейного пилота. С 1 октября 1998 года начал работать вторым пилотом Ту-154. Налетал 11 876 часов, 2200 из них на Ту-154. За последние 30 дней имел налёт 65 часов 45 минут, за предыдущие 3 дня совершил 4 полёта общей продолжительностью 8 часов[14]. По маршруту Санкт-Петербург—Анапа—Санкт-Петербург летал неоднократно. Авиационных происшествий и инцидентов, произошедших по его вине, нарушений дисциплины, а также отклонений в технике пилотирования (согласно средствам объективного контроля) в прошлом не имел[15].
- Второй пилот-стажёр — 23-летний Андрей Николаевич Ходневич. Пилот 3-го класса, родился 22 февраля 1983 года. В 2005 году получил высшее образование в Санкт-Петербургском государственном университете гражданской авиации. За период обучения налетал 189 часов 50 минут, из них: 80 часов — пилотирующим пилотом Ан-2, 21 час 50 минут — вторым пилотом Ан-2, 88 часов — штурманом-стажёром Ту-154. 9 февраля 2006 года получил 3-й класс линейного пилота. С 22 мая 2006 года начал работать в 1-м лётном отряде авиакомпании «Пулково». Налетал на Ту-154 65 часов, в том числе 22 часа за последние 30 дней[15]. Авиационных происшествий и инцидентов, произошедших по его вине, нарушений дисциплины, а также отклонений в технике пилотирования (согласно средствам объективного контроля) в прошлом не имел[16].
- Штурман — 36-летний Игорь Юрьевич Левченко. Штурман 1-го класса, родился 19 февраля 1970 года. В 1992 году получил высшее образование в Кировоградском высшем лётном училище гражданской авиации[16]. С 10 июля 1992 года начал работать в 11-м лётном отряде «Сургутавиа» штурманом на самолётах Ан-26 (с 10 июля 1992 года), Ан-24 (с 23 октября 1992 года) и Ту-154 (с 29 марта 1995 года). 1 февраля 2000 года перешёл в авиакомпанию «ТюменьАвиаТранс», где продолжил работать штурманом Ту-154. 21 июня 2001 года получил 1-й класс штурмана. 12 июля 2002 года стал старшим штурманом 1-го лётного отряда «ТюменьАвиаТранс» (с 2002 года — UTair). С 19 июля 2005 года начал работать в 1-м лётном отряде авиакомпании «Пулково» штурманом Ту-154. Налетал 7848 часов, 5596 из них на Ту-154. За последние 30 дней имел налёт 63 часа 30 минут, за предыдущие 3 дня совершил 2 полёта общей продолжительностью 6 часов[17]. Авиационных происшествий и инцидентов, произошедших по его вине, нарушений дисциплины, а также отклонений в технике самолётовождения (согласно средствам объективного контроля) в прошлом не имел[18].
- Бортинженер — 51-летний Виктор Петрович Макаров. Бортинженер 1-го класса, родился 24 октября 1954 года. В 1978 году получил высшее образование в Киевском институте инженеров гражданской авиации[18]. С 20 апреля 1982 года работал бортмехаником-инструктором в Актюбинском высшем лётном училище гражданской авиации. С 20 сентября 1989 года работал бортинженером Ту-154 во 2-м лётном отряде Ленинградского ОАО, с 8 мая 2001 года — в 1-м лётном отряде авиакомпании «Пулково». 16 ноября 1993 года получил 1-й класс бортинженера. Налетал 9064 часа, 6701 из них на Ту-154. За последние 30 дней имел налёт 40 часов 15 минут, за предыдущие 3 дня полётов не совершал[19]. Авиационных происшествий и инцидентов, произошедших по его вине, нарушений дисциплины, а также отклонений в работе (согласно средствам объективного контроля) в прошлом не имел[20].

В салоне самолёта работали 5 бортпроводников:
- Татьяна Николаевна Багрецова, 51 год — старший бортпроводник. Родилась 17 января 1955 года. На лётной работе с 26 марта 1976 года.
- Лилия Александровна Марышева, 26 лет. Родилась 12 июня 1980 года. На лётной работе с 25 июня 1999 года, в авиакомпании «Пулково» с 22 августа 2003 года.
- Светлана Викторовна Семичихина, 25 лет. Родилась 15 июля 1981 года. На лётной работе с 15 февраля 2002 года.
- Юлия Михайловна Кирченкова, 20 лет. Родилась 1 мая 1986 года. На лётной работе с 20 января 2006 года.
- Алексей Геннадьевич Шапошников, 25 лет. Родился 15 декабря 1980 года. На лётной работе с 21 июня 2006 года.

- Татьяна Багрецова
- Лилия Марышева
- Светлана Семичихина
- Юлия Кирченкова
- Алексей Шапошников

## Хронология событий

### Вылет
| Гражданство людей на борту | Гражданство людей на борту | Гражданство людей на борту | Гражданство людей на борту |
| Гражданство                | Пассажиры                  | Экипаж                     | Всего                      |
| -------------------------- | -------------------------- | -------------------------- | -------------------------- |
| Россия                     | 155                        | 10                         | 165                        |
| Нидерланды                 | 3                          | 0                          | 3                          |
| Финляндия                  | 1                          | 0                          | 1                          |
| Франция                    | 1                          | 0                          | 1                          |
| Итого                      | 160                        | 10                         | 170                        |

Утром 22 августа 2006 года экипаж командира Корогодина, после прохождения медосмотра, заступил на работу в базовом аэропорту Пулково. Ему предстояло выполнить регулярный пассажирский рейс PLK-611 (ПЛК-611) в Анапу, в баки самолёта при этом было залито авиатопливо из расчёта на выполнение и обратного рейса. Полёт до Анапы продолжительностью 2 часа 32 минуты прошёл без отклонений, и в 09:10 рейс 611 приземлился в анапском аэропорту Витязево. Здесь экипаж начал готовиться к выполнению обратного рейса в Санкт-Петербург — PLK-612 (ПЛК-612). В 09:30 по прогнозу погоды, без учёта фактической погоды и без запасного аэродрома, КВС принял решение на вылет. При этом в прогнозе было указано, что над Донецкой областью могут быть грозы с градом и ливнем, облака с верхней границей до 12 000 метров, а также пересечение холодного фронта с волнами. Предполётная подготовка на вылет в Санкт-Петербург была выполнена в полном объёме.
На борт самолёта Ту-154М борт RA-85185 сели 160 пассажиров: 115 взрослых и 45 детей (6 детей возрастом менее 2 лет и 39 детей возрастом от 2 до 12 лет). Также был загружен багаж — 153 места общим весом 1921 килограмм. В топливных баках ещё оставалось 18 000 килограммов авиакеросина; при расчётном расходе авиатоплива для полёта до Санкт-Петербурга 11 405 килограммов и минимальном аэронавигационном запасе 5000 килограммов, имеющегося запаса топлива было более чем достаточно, поэтому дозаправка лайнера в Анапе не производилась. Взлётный вес авиалайнера составлял 87 200 килограммов при центровке 29,75 % САХ, что находилось в пределах допустимого. В 11:03:14 рейс 612 занял исполнительный старт, в 11:03:52 получил разрешение на взлёт с курсом 218°. В 11:04:14 рейс PLK-612 при выпущенных на 28° закрылках начал выполнять разбег и в 11:04:49 на скорости 290 км/ч оторвался от ВПП № 22 аэропорта Витязево, на его борту находились 170 человек. В левом кресле находился КВС Корогодин, а в правом — пилот-стажёр Ходневич, исполнявший обязанности второго пилота. Второй пилот Онищенко в свою очередь также сидел в кабине, но на откидном сиденье; штурман Левченко и бортинженер Макаров находились на своих рабочих местах.

### В небе над Россией
Сразу после взлёта экипаж выполнил правый разворот на курс следования, при этом на протяжении 20 секунд крен был выше допустимого, так как зазвучала сигнализация превышения предельного крена. Когда самолёт с правым креном 10° и на скорости 375 км/ч поднялся до высоты 1000 метров над уровнем аэродрома, экипаж начал убирать закрылки. Когда закрылки были полностью убраны, лайнер уже вышел из крена, а на барометрических высотомерах было выставлено давление 760 мм рт. ст. (на уровень моря). В 11:07:24 на высоте 1450 метров и при скорости 435 км/ч был включён автопилот (АБСУ) по контролю за углами крена и тангажа. В 11:07:46 второй пилот доложил диспетчеру круга в Анапе о достижении высоты 2100 метров, на что получил указание переходить на связь с диспетчером контроля в Ростовском центре (Ростов-контроль). Связь с «Ростов-контроль» была установлена в 11:07:57, в 11:08:11 было получено разрешение подниматься до высоты 3000 метров по направлению на пункт обязательного донесения (ПОД) SORUL. О достижении данной высоты с борта рейса 612 было доложено в 11:09:12, на что через 5 секунд было получено разрешение подниматься до 5700 метров.
На маршруте полёта рейса 612 на участке до Донецка находились две зоны грозовой активности: одна между ПОД PATUM и OLGIN (зона ответственности Ростовского районного диспетчерского центра), а вторая — близ Донецка (зона ответственности Харьковского районного диспетчерского центра). Обе эти зоны смещались по направлению на северо-восток со скоростью 25-30 км/ч, и в период с 11:12:20 по 11:12:32 ростовский диспетчер предупредил о них экипаж самолёта под позывными «062»: 062, для информации SIGMET, в зоне фронтальные грозы с сильным градом… гро… градом, до 12 тыс.… до 13 тысяч, смещение северо-восток; эту информацию мог услышать и экипаж рейса PLK-612, так как находился на этой же частоте. Затем в 11:12:46 диспетчер связался с рейсом 612, который в это время находился между пунктами SORUL и RIDLA, и сообщил о встречном борте «062», снижающемся до 6000 метров, а также о том, что на маршруте имеются мощные грозы с сильным градом, которые смещаются к северо-западу. При этом, передавая информацию о грозах, диспетчер забыл предупредить, что высота этого грозового фронта достигает 12—13 километров. Расстояние до первой грозы составляло 30 километров, а экипаж её наблюдал визуально и по метеорадиолокатору («Гроза М-154»), о чём свидетельствует диалог в кабине между штурманом и командиром:
| 11:12:37 | Шт  | Мы не успеем набрать.                  |
| 11:13:07 | КВС | Как долго набираем.                    |
| 11:13:58 | КВС | Ой, прямо в тучу лезем. Некрасиво как. |
| 11:14:01 | Шт  | Вправо надо.                           |

В 11:12:59 на скорости 470—475 км/ч (при рекомендованной 550 км/ч, минимум — 500 км/ч) самолёт под контролем автопилота поднялся до фактической высоты 5400 метров, когда штурман доложил авиадиспетчеру о занятии высоты 5700 метров, на что получил указание пока сохранять эту высоту. Фактически до 5700 метров лайнер поднялся к 11:13:20, после чего постепенно разогнался до 530 км/ч, а в 11:14:10 экипаж чуть увеличил режим двигателей, при этом скорость была уже на уровне около 530—535 км/ч. Понимая, что они летят прямо в грозовой фронт, экипаж принял решение обойти его справа, что и начал выполнять в 11:14:15, введя свой самолёт в правый крен 20°, а в 11:14:20 доложил об этом в Ростовский центр: Пулково 612, у нас впереди засветочка, мы берём курс вправо, примерно так 25 градусов э… 15 градусов. Диспетчер дал разрешение экипажу выполнять обход по своим средствам, после чего самолёт занял курс 027° и начал обходить грозовые облака с правой стороны.
В 11:15:33 со встречного «062» доложили о выполнении расхождения. Диспетчер подтвердил, что расхождение выполнено, после чего разрешил борту «062» дальнейшее снижение, а в 11:16:06 передал экипажу рейса 612 набирать эшелон 8600 метров по направлению на пункт обязательного донесения OLGIN. Через 2 секунды режим двигателей был увеличен, а ещё через 2 секунды (в 11:16:10) с рейса 612 подтвердили получение информации. Под контролем автопилота лайнер начал набирать высоту, замедлившись при этом до 485—500 км/ч (при рекомендованных 550—575 км/ч), а в 11:19:58 поднялся до фактической высоты 8200 метров, когда на землю было доложено о достижении 8600 метров:
| 11:20:01 | Ростов-контроль | 612-й, обошли грозу, нет?                                                         |
| 11:20:13 | PLK-612         | Вот [нрзб] через 5 значит э… будем влево подворачивать.                           |
| 11:20:15 | Ростов-контроль | 612-й, понял, уклонение большое [20 километров от трассы]. Будете набирать далее? |
| 11:20:16 | PLK-612         | Да-да.                                                                            |
| 11:20:18 | Ростов-контроль | 612-й, не понял.                                                                  |
| 11:20:20 | PLK-612         | Да, я буду набирать выше 9-600.                                                   |
| 11:20:23 | Ростов-контроль | Пулково 612, набирайте 9-600.                                                     |
| 11:20:20 | PLK-612         | Наберём эшелон 9-600, Пулково 6-12.                                               |

В 11:20:32 на фактической высоте 8400 метров экипаж с креном 20° начал выполнять левый поворот, чтобы завершить обход первой грозы, а спустя 3 секунды штурман сказал: Тут нормально будет; это означало, что самолёт практически обошёл грозовой очаг, а впереди как минимум на 100 километров ясное небо. В 11:20:45 КВС принял решение возвращаться на трассу, о чём велел доложить на землю второму пилоту-стажёру, что тот и сделал в 11:20:55. Но пока лайнер выполнял левый поворот, диспетчер в Ростове-на-Дону при беседе со своим коллегой в Харькове обсудил возможность спрямления маршрута, а в 11:21:11 передал рейсу 612, что им разрешено направляться к ПОД LIPSO, что к северу от Донецка. Тогда экипаж прекратил левый поворот и стал выполнять уже правый, чтобы занять курс 335° для следования на LIPSO. В 11:23:16 с самолёта доложили о занятии эшелона 9600 метров, на что было получено указание переходить на связь с Харьковским районным диспетчерским центром («Харьков-контроль»). Лайнер в это время постепенно разогнался с 500 до 525 км/ч.

### В небе над Украиной
Авиадиспетчер в Харькове в это время вёл переговоры с рейсом TK 1451 авиакомпании Turkish Airlines, поэтому рейс 612 смог установить связь с Харьковским центром лишь в 11:24:50, после чего сообщил о следовании на высоте 9600 метров по направлению на ПОД LIPSO, а также запросил набор эшелона FL360 (высота 10 950 метров). Диспетчер сообщил, что самолёт прошёл траверз пункта OLGIN на 20 километров к востоку и разрешил набор эшелона FL360 по направлению на ПОД LIPSO. Но при этом диспетчер «Харьков-контроль» не предупредил о наличии грозового фронта, который в тот момент находился на удалении примерно 100 километров впереди прямо по курсу следования рейса 612. Впоследствии следователи установили, что у синоптика харьковской АМСГ была информация SIGMET из Ростова-на-Дону, но он не стал сообщать её диспетчерам. В свою очередь, диспетчер в Харьковском центре получал сообщения от экипажей других самолётов о наличии грозовых засветок в юго-восточном секторе («Юго-Восток»), но не стал доводить эту информацию до экипажа рейса 612. В итоге сложилась ситуация, что рейс PLK-612 летел курсом прямо на грозовой фронт, а пилоты не имели никаких данных о его размерах.
Уже при нахождении самолёта на удалении примерно 50 километров от очага грозовой деятельности правильным решением для пилотов рейса 612 было бы изменить план полёта (обойти облачность или вернуться в аэропорт вылета), так как к этому моменту у них имелась информация о высоте облачности и её фронтальном характере.
Получив разрешение на набор высоты, в 11:24:20 экипаж рейса 612 начал выполнять дальнейший набор высоты, который осуществлялся под контролем автопилота с вертикальной скоростью 6 м/с и приборной около 500 км/ч. Наблюдая на радиолокаторе грозовые засветки, в 11:26:55 с тревогой в голосе штурман сказал: Сейчас быстрей набрать надо. Угол тангажа (подъёма носа) был увеличен, и самолёт начал энергичнее набирать высоту, продолжая при этом следовать по курсу 355° в сторону грозового фронта. Подозревая, что пройти грозовой фронт сверху на высоте 11 000 метров не удастся, штурман принял решение, что необходимо подняться выше, поэтому в 11:27:06 и в 11:27:11 дважды запросил набор эшелона FL380 (высота 11 600 метров) и при этом КВС подсказал штурману, чтобы тот сообщил диспетчеру о необходимости занятия более высокого эшелона из-за грозы (По «грозе», скажи). Диспетчер разрешил рейсу 612 набирать эшелон FL380:
| 11:27:56 | ШТ  | [нрзб] с провалами, ….   |
| 11:27:59 | КВС | Надо её, наверное, выше. |
| 11:28:07 |     | Так, вроде светленько.   |
| 11:28:08 |     | Нормально.               |
| 11:28:09 | ШТ  | Вот сверху тут [нрзб].   |

Впоследствии в окончательном отчёте расследования следователи предположили, что свою роль в неправильной оценке ситуации мог сыграть характер командира Корогодина, который, по мнению следователей, в свою очередь мог недооценивать опасности и имел склонность к риску. Вес самолёта к тому моменту по оценке составлял около 85 тонн при центровке 29,5 %, что, согласно РЛЭ, соответствует максимальной высоте полёта 12 100 метров. Эшелон FL380 был занят в 11:28:30 (фактическая высота 11 560 метров), о чём было доложено только в 11:29:31. После выхода на горизонтальный полёт скорость за счёт регулирования режима двигателей была стабилизирована на уровне 0,8—0,83 числа Маха. К тому времени экипаж, вероятно, уже наблюдал грозу визуально, так как в 11:29:29 командир произнёс: Чуть бы повыше (возможно, он сомневался, что на текущей высоте лайнер сможет пройти над облаками на высоте не менее 500 метров).

### Столкновение с грозовым фронтом
С запозданием (в 11:31:03) экипаж запрашивает у диспетчера разрешение повернуть влево на 10° для обхода грозы, после чего в 11:31:13 с креном 17° лайнер повернул влево с курса 354° на 344°. Однако к тому времени он уже находился слишком близко от грозы и следовал прямо на её очаг, а столь небольшого изменения курса было недостаточно для исправления ситуации. На протяжении последующих 2 минут скорость постепенно увеличилась с 470 км/ч до 490 км/ч, что составляло 0,83 числа Маха, тогда как согласно РЛЭ допускалась скорость до 0,80 числа Маха, поэтому командир дал команду снизить её до 0,8 числа Маха, что и было сделано к 11:32:50 небольшим уменьшением режима двигателей. После снижения скорости режим работы двигателей увеличивать не стали, на что автопилот для стабилизации высоты стал постепенно выводить самолёт на всё больший угол атаки.
В 11:32 лайнер влетел в грозовой фронт, где попал под воздействие сильной турбулентности с вертикальными воздушными потоками, развивающими скорости до 7 м/с, что КВС при переговорах с диспетчером охарактеризовал как сильная болтанка; перегрузки в этот момент достигают 0,75-1,3 g, а иногда более 1,5 g (то есть рейс 612 попал в зону сильной «болтанки», согласно НПП ГА-85). В 11:32:38 кто-то из экипажа предложил подняться выше. В 11:32:58,5 (приборная скорость 465 км/ч (М=0,79); угол атаки 8,5°) и в 11:33:14 (450 км/ч (М=0,77); 8,6°) кратковременно срабатывает АУАСП. В этой ситуации по РЛЭ требовалось отключить автопилот и выполнять полёт с «полузажатым» управлением, но экипаж не стал этого делать. В 11:33:24 режим двигателей был увеличен, благодаря чему приборная скорость стабилизовалась на уровне 450 км/ч (0,77 числа Маха).
В 11:33:05 КВС всё же принимает решение подняться ещё выше, поэтому даёт команду запросить у диспетчера разрешение временно подняться до эшелона FL390 (высота 11 900 метров) или FL400 (высота 12 200 метров, хотя это выше максимально допустимой по РЛЭ).
| 11:33:07 | КВС              | Давай временно 400 или какой, твою мать,… да. Проси 390, а то нам не обойти… |
| 11:33:21 | PLK-612          | «Контроль», Пулково 6-12.                                                    |
| 11:33:22 | Харьков-контроль | Пулковский 612-й, слушаю вас.                                                |
| 11:33:25 | PLK-612          | Пулково 6-12, разрешите набор временно эшелон 3-9-0.                         |
| 11:33:29 | КВС              | Сильная болтанка и т. д. скажи.                                              |
| 11:33:32 | Харьков-контроль | Пулковский 612-й, набирайте 3-9-0.                                           |
| 11:33:35 | PLK-612          | Набираем эшелон 3-9-0. Спасибо большое, Пулково 6-12.                        |

В 11:33:41 экипаж, управляя рукояткой «спуск-подъём», перевёл лайнер в набор высоты, но из-за сильной турбулентности стабилизировать этот режим поначалу не получалось. В интервале с 11:34:20 по 11:34:45 рейс 612 стал набирать высоту с повышенной вертикальной скоростью 8-10 м/сек, что в условиях разрежённого воздуха (из-за большой высоты) и большого полётного веса (85 тонн), а также режима двигателей чуть ниже номинального привело к тому, что приборная скорость стала снижаться. В 11:34:38,5 при скорости 440 км/ч была включена противообледенительная система воздухозаборников двигателей, которая при этом дополнительно отбирает мощность самих двигателей. Находясь в стрессовой ситуации, экипаж мог забыть увеличить режим двигателей, поэтому приборная скорость самолёта продолжала снижаться.
КВС всё больше осознавал, в насколько крупный грозовой фронт они попали (особенно когда на высоте около 12 000 метров в 11:34:33 он заметил град, то есть в этот момент самолёт, вероятно, уже летел в облаках). В 11:34:42 КВС кратковременно (на 9 секунд) взял штурвал в руки, но не отключил автопилот, а в 11:34:44—11:34:50 спросил у штурмана, можно ли уйти в сторону от грозы, но не стал принимать решения разворачиваться, чтобы выбраться из опасной зоны. В 11:34:40 с вертикальной скоростью около 10 м/сек и приборной 435 км/ч (0,76 числа Маха) лайнер пересекал эшелон FL390, когда, возможно, был включён режим стабилизации высоты, так как для выхода на горизонтальный полёт руль высоты резко отклонился на пикирование, при этом вертикальная перегрузка снизилась до 0,6 g, из-за чего возникла иллюзия, что началось снижение, поэтому штурвал был несколько взят «на себя», выведя на опасный угол атаки, о чём сразу сигнализировала АУАСП. Из-за низкой приборной скорости и вертикальных перегрузок, вызванных попытками сохранять высоту полёта, самолёт стал периодически раскачиваться, что приводило к воздействию вертикальных перегрузок 0,75—1,3 g, при этом срабатывала АУАСП. Но пилоты списали эти перегрузки и качку на сильную турбулентность, хотя впоследствии следственная комиссия пришла к мнению, что воздействие сильной турбулентности к тому времени уже прекратилось. В 11:34:57 по указанию командира второй пилот-стажёр доложил диспетчеру о занятии эшелона FL390.
Частые сигналы срабатывания АУАСП в и без того сложной ситуации уже настолько начали раздражать пилотов, что в 11:35:06 кто-то из них (возможно, КВС) отключил автопилот. Лайнер в этот момент следовал уже в очаге грозы на фактической высоте 11 850 метров (приборная скорость 420 км/ч (0,74 Маха) и снижалась, угол тангажа +4,3° и уменьшался, угол атаки 6°, крен правый 2,5°), по сути, он был разбалансирован, что значительно усложняло пилотирование. В 11:35:06 кто-то в кабине (вероятно, второй пилот Онищенко) сказал: Снижаемся,… углы, углы; это означало, что надо снижаться, дабы потерей высоты увеличить запас угла атаки. Но командир отказался снижаться, вместо этого в 11:35:10 приказав бортинженеру перевести двигатели на полный режим, однако почти сразу передумал и в 11:35:12 приказал доложить диспетчеру, что они будут снижаться. В 11:35:28 штурман доложил на землю о снижении до эшелона FL360. Сам самолёт после отключения автопилота при этом стал входить во всё увеличивающийся правый крен, который за 20 секунд достиг 45°, из-за чего даже сработала сигнализация «КРЕН ВЕЛИК», после чего крен был исправлен резким отклонением штурвала влево. Также выполняя пилотирование «на руках», КВС периодически отклонял штурвал то «на себя», то «от себя», тем самым поднимая и опуская нос самолёта, чтобы попытаться таким образом стабилизировать высоту. Однако эти действия оказались ещё одним роковым фактором, так как КВС из-за таких раскачиваний не замечал предупредительной тряски, свидетельствовавшей о низкой приборной скорости и опасности срыва потока.

### Катастрофа
Из-за вертикальных инерционных перегрузок пилоты начали запутываться в определении фактического положения самолёта в пространстве. В результате при очередном отклонении штурвала «от себя» (опускание носа) в 11:35:39 и возникновении значительной отрицательной перегрузки штурвал в 11:35:42 был сразу взят «на себя», что в условиях турбулентности приводит к выходу на закритические углы атаки. Затем в 11:35:46 происходит критическое — вход в режим аэродинамического подхвата, в результате которого лайнер быстро поднял нос и в интервале с 11:35:47 по 11:35:52 с вертикальной скоростью примерно 68,6 м/сек взмыл с высоты (по барометрическим высотомерам) 12 552 метра до 12 944 метров, то есть всего за 5-6 секунд поднявшись почти на 400 метров (при этом правый крен достиг 50°, а угол тангажа (подъёма носа) — 45,7°), приборная скорость упала до нуля (произошла полная потеря подъёмной силы), а также самоотключились двигатели, о чём в 11:35:49 сообщил бортинженер. Завалившись вправо, лайнер вошёл в плоский штопор и начал вращаться по спирали с угловой скоростью 26°/сек, теряя высоту. Фактически экипаж теперь уже не контролировал свой самолёт, который перешёл в неуправляемое падение. В 11:36:49, осознав катастрофичность ситуации, КВС велел передать сигнал бедствия «SOS», что и было выполнено вторым пилотом-стажёром в 11:36:58; высота на тот момент составляла уже около 7200 метров. Спустя 2,5 минуты с начала входа в штопор, в 11:38:27 (14:38:27 EET и, соответственно, в 15:38:27 MSK), запись параметрического самописца оборвалась. Рейс PLK-612 с вертикальной скоростью около 50 м/сек с правым креном 10° и опущенным вниз на 30° носом врезался в склон (крутизна 20°) неглубокого оврага. Удар о землю сперва пришёлся правой плоскостью крыла и двигателем № 3 (правым), при этом практически без поступательной скорости. Через доли секунды в землю врезалась уже левая плоскость крыла, а также оторвало хвостовую часть. Далее при ударе взорвались топливные баки, после чего фюзеляж разорвало на части, которые скатились вниз по склону и сгорели.
После исчезновения метки рейса PLK-612 с экрана радиолокатора, в 14:37 местного времени диспетчеры в Харьковском центре объявили аварийную ситуацию. В 14:38 поступил звонок из посёлка Сухая Балка, что неподалёку разбился самолёт. В 15:03 из аэропорта Донецка вылетел поисково-спасательный вертолёт Ми-2. Из-за бушевавшей в это время грозы, в 15:47 вертолёт был вынужден приземлиться в Романовке, откуда затем вылетел в 16:03. В 16:08 с Ми-2 доложили об обнаружении места падения самолёта, а в 16:11 выполнили рядом посадку. Катастрофа произошла в точке с координатами 48°19,98′ с. ш. 37°44,70′ в. д. на полях совхоза «Степной», в 1,5 километрах северо-западнее небольшого посёлка Сухая Балка (Донецкая область) и на удалении 28,5 километра по азимуту 004° от аэропорта Донецка. Все 170 человек на борту самолёта погибли.
На 2022 год эта авиакатастрофа является третьей по масштабам в истории Украины и в истории самолёта Ту-154.

## Реакция
- Президент России Владимир Путин объявил день 24 августа 2006 года днём национального траура.
- Президент Украины Виктор Ющенко объявил днём траура 23 августа, праздничные мероприятия ко Дню независимости Украины (24 августа) были отменены.

## Расследование
Расследование причин катастрофы рейса PLK-612 проводил Межгосударственный авиационный комитет (МАК).
1. Аэронавигационное обеспечение полёта в целом соответствовало требованиям действующих нормативных документов. Неточности, допущенные специалистами УВД, непосредственно с причинами авиационного происшествия не связаны. Экипаж своевременно получал от диспетчеров Ростовской и Харьковской зон запрашиваемые разрешения на изменения маршрута полёта для обхода грозовых зон.
2. Экипаж перед вылетом из Анапы имел необходимую информацию о прогнозируемой погоде, включая возможное наличие гроз, облачности с верхней границей до 12 километров, а также пересечение холодного фронта с волнами.

Полёт проходил в сложных метеоусловиях при наличии зон грозовой деятельности, а также зон градообразования и турбулентности. Экипаж при попадании самолёта в зону турбулентности с интенсивностью от умеренной до сильной принял решение о смене эшелона FL380 (11 600 метров) на эшелон FL390 (11 900 метров). В процессе набора эшелона FL390 самолёт попал в зону действия града. Температура наружного воздуха на эшелонах 380 и 390 практически соответствовала стандартной.

Недоведение до экипажа самолёта информации о грозоградоопасной обстановке, сложившейся к моменту входа самолёта в зону полётной информации, обслуживаемую Харьковским РДЦ, могло, возможно, не позволить экипажу всесторонне оценить метеообстановку и принять решение об изменении плана полёта.

Выявленные недостатки в метеорологическом обеспечении полёта непосредственно с причинами авиационного происшествия не связаны.
1. Бортовой радиолокатор «Гроза М-154» был работоспособен и функционировал в соответствии с техническими условиями. Экипаж с его помощью определял и обходил зоны опасных метеоявлений.
2. Самолёт был заправлен достаточным количеством кондиционного топлива для безопасного завершения полёта. Взлётная масса и центровка самолёта находились в допустимых РЛЭ самолёта Ту-154 пределах. Количество топлива на борту было достаточным для полёта по маршруту и обхода опасных метеоявлений.
3. В процессе полёта после взлёта в Анапе и набора высоты в зоне ответственности Ростовского центра АС УВД экипаж с разрешения диспетчера обошёл зону грозовой деятельности справа без изменения высоты по своим средствам.

При полёте на эшелонах FL360 (10 950 метров) — FL380 (11 600 метров) в зоне ответственности Харьковского центра в районе Донецка экипаж неправильно оценил метеоусловия, при встрече с грозовыми очагами принял запоздалое решение об их обходе слева с набором высоты до 11 900 метров (без обеспечения требуемого запаса 500 метров) и, как следствие, вошёл в зону опасных метеоявлений.
1. Самолёт, его системы и двигатели были работоспособны при вылетах из Пулково и Анапы. Комиссия не выявила также признаков отказа каких-либо систем самолёта и двигателей в последнем полёте до момента выхода самолёта на закритические углы атаки. После выхода самолёта на закритические углы атаки произошло самовыключение боковых двигателей.

Лётно-технические характеристики, а также характеристики устойчивости и управляемости самолёта Ту-154М RA-85185 в полёте 22.08.06 соответствовали характеристикам самолёта типа. АБСУ и СУУ работали в соответствии с заложенной логикой.

Параметры полёта самолёта определялись отклонениями управляющих поверхностей и режимом работы двигателей, а также воздействием вертикальных порывов ветра силой до 7 м/с индикаторной скорости.

Разрушения самолёта в воздухе не было. Все повреждения конструкции произошли в результате столкновения самолёта с земной поверхностью.
1. Анализ РЛЭ самолёта ТУ-154М выявил ряд пунктов, допускающих различное толкование, что затрудняет однозначное определение ограничений, установленных для максимально допустимой высоты полёта, а также рекомендованных процедур выдерживания приборной скорости полёта и числа М в наборе высоты и полётах в условиях турбулентности.

В РЛЭ самолёта, а также в программах подготовки и периодических тренировок экипажей, не содержится исчерпывающей информации, разъясняющей членам экипажей особенности пилотирования самолёта Ту-154М по тангажу в штурвальном режиме, а также принципы работы и порядок использования МЭТ на различных этапах полёта.
1. При тренировках экипажей на КТС Ту-154 из-за ограниченных возможностей аналогового вычислителя невозможно даже с малой степенью приближения смоделировать поведение самолёта при выходе на критические и закритические углы атаки, из-за отсутствия 6-ти степенной системы подвижности невозможно дать экипажу акселерационные ощущения, близкие к ощущениям в реальных условиях полёта, невозможно также моделирование полёта в условиях турбулентности.

При указанных недостатках тренировка экипажей самолётов Ту-154 согласно Программы ежеквартальной тренировки на КТС Ту-154 по Задаче 2 Упражнения 4 «Полёт в зону… для воспроизведения режима подхода к критическим углам атаки…» невозможна.
1. Экипаж имел действующие пилотские свидетельства. Квалификация членов экипажа, за исключением второго пилота-стажёра, соответствовала характеру выполняемого задания. По представленным документам, уровень профессиональной подготовки членов экипажа, за исключением второго пилота-стажёра, соответствовал установленным требованиям.

Выдача лётного свидетельства и включение в состав экипажа второго пилота-стажёра проведены в соответствии с действующими в России нормативами, однако с существенными отклонениями (упрощениями) от стандартов Приложения 1 к Конвенции ИКАО в части наличия необходимого опыта и навыков для получения свидетельства линейного пилота авиакомпании.
1. Анализ действий экипажа на этапе возникновения и развития особой ситуации выявил недостатки в профессиональной подготовке как КВС-инструктора, так и второго пилота-стажёра:
  - КВС-инструктор в ожидаемых условиях полёта по маршруту при наличии опасных метеоявлений не обеспечил нахождение на рабочем месте второго пилота опытного члена экипажа вместо пилота-стажёра[* 10].
  - КВС несвоевременно выполнил рекомендации РЛЭ Ту-154М в части обязательного отключения автопилота при попадании в условия сильной турбулентности;
  - КВС не в полной мере выдерживал приборные скорости и числа М полёта, рекомендуемые РЛЭ для этапа набора высоты и полёта в условиях турбулентности;
  - действия КВС на этапе возникновения и развития особой ситуации были некоординированными и привели к раскачке самолёта в продольном канале, его выходу на закритические углы атаки и режим сваливания;
  - КВС не выполнил требования п. 4.4.4(1) РЛЭ по действиям экипажа в части принятия мер по увеличению скорости полёта при срабатывании сигнализации АУАСП;
  - члены экипажа не осуществляли необходимого контроля за приборной скоростью, числом М, углом атаки и другими параметрами полёта и не информировали своевременно КВС о выходе этих параметров за допустимые пределы, что свидетельствует об отсутствии должного взаимодействия в экипаже.
2. Анализ личностных особенностей КВС выявил его склонность к риску и недооценке последствий, а также некритичность со склонностью к отрицанию негативной информации.

В результате психологического тестирования КВС была также выявлена тенденция к преобладанию замедленных сенсомоторных реакций, что и было отражено в заключении психолога ВЛЭК за 2005 год как в карте обследования, так и в медицинской книжке. Данные особенности психосоматического функционирования КВС могли оказать существенное влияние на его поведение в стрессовой ситуации, а именно снизить скорость и точность принятия решений и выполнения действий.
1. Развитие особой ситуации началось с момента попадания ВС на эшелоне FL380 (11 600 метров) в зону турбулентности с интенсивностью от умеренной до сильной. Полёт проходил штатно, на числе М ~0,8 — 0,83. КВС, второй пилот-стажёр, штурман и бортинженер находились на своих штатных рабочих местах. Характер повреждений, обнаруженных на их телах после происшествия, свидетельствует, что в момент столкновения самолёта с землёй пилоты находились в активной рабочей позе. Второй пилот-стажёр был привязан ремнями, у КВС признаки воздействия привязного ремня отсутствуют. Штатный второй пилот находился в пилотской кабине, однако активного участия в управлении самолётом не принимал.

Попадание в зону турбулентности с индикаторными вертикальными порывами до 7 м/сек дважды привело к кратковременному (менее 1 секунды) срабатыванию сигнализации АУАСП с реализацией вертикальной перегрузки до 1,5 единиц. Вопреки рекомендациям РЛЭ экипаж автопилот не отключил.

КВС, с разрешения диспетчера, начал набор эшелона FL390 (11 900 метров), вероятно, для обхода зоны турбулентности сверху. Экипаж имел право занять высоту 11 900 метров при текущей полётной массе самолёта менее 85 тонн.

Набор эшелона FL390 осуществлялся от рукоятки «спуск-подъём» на режиме работы двигателей чуть меньше номинального с включённой АБСУ в каналах крена и тангажа. Фактическая вертикальная скорость набора высоты составляла 8—10 м/сек, что в два раза превышало располагаемые вертикальные скорости набора для фактических условий полёта и привело к падению скорости полёта при выходе на эшелон 390 до ~420 км/ч (М — 0,74).

Попытка перехода в режим горизонтального полёта на эшелоне FL390, наиболее вероятно, была осуществлена экипажем путём включения режима автопилота «стабилизация высоты» при наличии значительной вертикальной скорости набора (8—10 м/сек), что в дальнейшем привело к выходу самолёта в полёте под автопилотом за эксплуатационные углы атаки со срабатыванием АУАСП.

После повторного срабатывания АУАСП экипаж (наиболее вероятно, КВС) отключил автопилот по обоим каналам. Дальнейший полёт проходил в режиме штурвального управления.

Управление самолётом в канале тангажа осуществлялось КВС некоординированно, что привело к прогрессирующей «раскачке» по тангажу, многократному срабатыванию АУАСП и выводу самолёта на закритические углы атаки и режим сваливания. Прогрессирующему выходу самолёта на закритические углы атаки способствовало неправильное (ненужное) на данном этапе полёта использование КВС механизма электротриммерного эффекта (МЭТ), что привело к неоптимальной работе системы СУУ, а также лишило КВС обратной связи по усилиям и отодвигало стриммированное положение колонки штурвала и порог подключения дополнительного полётного загружателя (ДПЗ) на всё большие значения «на кабрирование».

Должный контроль за скоростью и другими параметрами полёта, а также своевременная информация КВС о превышении эксплуатационных ограничений, со стороны членов экипажа отсутствовали.

Непринятие экипажем мер, предписанных РЛЭ при срабатывании сигнализации АУАСП и после выхода на режим сваливания, привело к попаданию самолёта в режим «аэродинамического подхвата» на углах атаки примерно в 3 раза больше допустимых в эксплуатации с переходом в плоский штопор.

Самолёт с большой вертикальной скоростью и практически без поступательной скорости столкнулся с землёй.
12 февраля 2007 года заместитель председателя МАК и Председатель Комиссии по расследованию авиационных
происшествий Алексей Морозов опубликовал окончательный акт (отчёт) расследования. Результаты расследования были оглашены 17 февраля 2007 года на заключительном заседании Правительственной комиссии под председательством Министра транспорта Российской Федерации Игоря Левитина.
Причиной катастрофы самолёта Ту-154М RA-85185 авиакомпании «Пулково» явился вывод самолёта при полёте в штурвальном режиме на закритические углы атаки и режим сваливания с последующим переходом в плоский штопор и столкновением с землёй с большой вертикальной скоростью.

При отсутствии в Руководстве по лётной эксплуатации (РЛЭ) самолёта Ту-154М и программах подготовки экипажей необходимых рекомендаций по особенностям пилотирования в продольном канале и использовании механизма электротриммирования, а также невозможности отработки навыков пилотирования самолёта в штурвальном режиме на больших высотах и углах атаки из-за отсутствия пригодных для этого тренажёров, экипаж при обходе зон грозовой деятельности и турбулентности допустил раскачку самолёта по тангажу и выход за эксплуатационный диапазон углов атаки.

Отсутствие контроля за скоростью полёта и невыполнение указаний РЛЭ по недопущению попадания самолёта в режим сваливания при неудовлетворительном взаимодействии в экипаже не позволили предотвратить переход ситуации в катастрофическую.Заключение МАК

## Память
Вскоре после катастрофы на месте падения лайнера был установлен деревянный крест с надписью «Донбасс скорбит». 26 августа 2006 года губернатор Санкт-Петербурга Валентина Матвиенко после встречи с главой Донецкой области Владимиром Логвиненко заявила, что на месте катастрофы будет установлен памятник. 15 сентября по указанию Владимира Логвиненко был проведён областной конкурс на лучший проект памятника, по итогам которого был признан лучшим эскизный проект архитектора В. Величко из архитектурной мастерской «Алтунин». К весне 2007 года работы по изготовлению фундамента были завершены.
Изначально планировалось, что в композицию памятника будет включён двигатель разбившегося самолёта, поэтому был сделан запрос представителям следственной комиссии МАК оставить один из фрагментов, на что было дано разрешение. Однако затем авторы памятника были вынуждены отказаться от этой идеи, так как был риск, что неохраняемый памятник может быть уничтожен охотниками за цветным металлом, и в итоге фрагмент самолёта был изображён в бетоне.
22 августа 2007 года, в годовщину катастрофы, был открыт монумент в память о погибших на борту рейса PLK-612. Памятник установлен на месте падения фюзеляжа и представляет собой изображение части крыла, выполненного из белого бетона, в окружении четырёх мраморных плит с выгравированными на них фамилиями всех 160 погибших и видами Санкт-Петербурга. Памятная стела была смонтирована украинской стороной. Плиты вокруг неё установили по настоянию родственников погибших; их изготовили и освятили в Санкт-Петербурге. На церемонию открытия прибыло около 200 родственников погибших.
В то же время в Санкт-Петербурге был объявлен конкурс на лучший проект памятника для погибшего экипажа рейса 612. Первое место заняла работа художника-графика, члена Союза художников России Светланы Бойко. Также художнику Светлане Бойко было доверено исполнить портреты погибших членов экипажа (кроме КВС, который по воле родных был похоронен отдельно). Выполненная работа получила высокую оценку родственников жертв рейса 612.
В ходе вооружённого конфликта в Донбассе памятник остался на территории, контролируемой Украиной, и находится в непосредственной близости от линии фронта. В данный момент доступ к памятнику ограничен.

## Иски о возмещении ущерба
25 сентября 2007 года суд Московского района города Санкт-Петербурга вынес решение по иску к авиакомпании семьи Юсько, потерявшей в авиакатастрофе четырёх своих родственников.
По решению суда ГТК «Россия» должна будет выплатить 1 000 000 рублей Татьяне Юсько, потерявшей в результате трагедии дочь и троих внуков. Компенсация Алексею Базылеву, у которого погибли жена и двое детей, составит 700 000 рублей. Виталий Юсько получит в компенсацию за смерть сестры и ребёнка 400 000 рублей. Всей семье будет выделено 500 000 рублей компенсации за расходы по установке памятника в районе катастрофы. Общая сумма компенсаций составит 2 600 000 рублей. Истцы с решением суда не согласились и намерены подать апелляцию в Городской суд Санкт-Петербурга, ранее отказавший в увеличении компенсаций ещё по 14 искам по катастрофе рейса 612.

### Комментарии
1. ↑  Это было связано с произошедшей 24 февраля 1999 года катастрофой Ту-154 China Southwest Airlines под Вэньчжоу, по результатам расследования которой Администрация гражданской авиации КНР приняла решение прекратить эксплуатацию Ту-154 в стране
2. ↑  Он был выведен в связи с произошедшей 7 декабря 1995 года катастрофой борта RA-85164
3. ↑  На фото борт RA-85770
4. ↑  Здесь и далее указано Всемирное координированное время — UTC
5. 1 2  Здесь и далее указана приборная скорость. Истинная воздушная скорость[англ.] значительно выше (на высоких эшелонах — в 1,7 раз)
6. ↑  англ. SIGMET (от SIGnificant METeorological information) — важная метеорологическая информация
7. ↑  Штурман Игорь Левченко
8. ↑  На фото кабина борта RA-85171
9. ↑  Сигнал бедствия в гражданской авиации — «Mayday»
10. ↑  При этом в примечании к отчёту было отмечено, что «Действующие нормативные документы предусматривают ограничения по занятию рабочего места вторым пилотом-стажёром только на этапах посадки воздущного судна в условиях хуже первой категории ИКАО. Во всех остальных случаях ограничений на занятие рабочего места не предусмотрено»